# 二酸化炭素排出係数
二酸化炭素排出係数（にさんかたんそはいしゅつけいすう、英: carbon dioxide emission factor）とは、単位生産量・消費量等あたりの二酸化炭素の排出量を表す数値である。二酸化炭素排出原単位（英: carbon dioxide emission intensity）ともいう。ただし、地球温暖化係数を用いて、温室効果ガスの排出量を二酸化炭素の排出量に換算したものは二酸化炭素換算量（にさんかたんそかんざんりょう、英: Carbon dioxide equivalent）と呼ばれる。